# Mistrovství světa v orientačním běhu 2014
31. Mistrovství světa v orientačním běhu proběhlo ve dnech 5.–12. července 2014. Mistrovství světa hostila Itálie s hlavním centrem v severoitalském Benátsku a Trentu jež leží poblíž městečka Lavarone.
Reportáž o délce 80 minut z mistrovství připravila Česká televize.

## Program závodů
Program Mistrovství světa byl zveřejněn v souladu s Pravidly IOF v Bulletinu číslo dva:
| Den          | Závod                       | Centrum závodu |
| ------------ | --------------------------- | -------------- |
| 5. červenec  | Kvalifikace – Sprint        | Burano         |
| 5. červenec  | Finále - Sprint             | Benátky        |
| 7. červenec  | Finále – Mix sprint štafety | Trento         |
| 9. červenec  | Finále – Long               | Lavarone       |
| 11. červenec | Finále – Middle             | Gallio         |
| 12. červenec | Finále – Štafety            | Gallio         |

## Závod ve sprintu

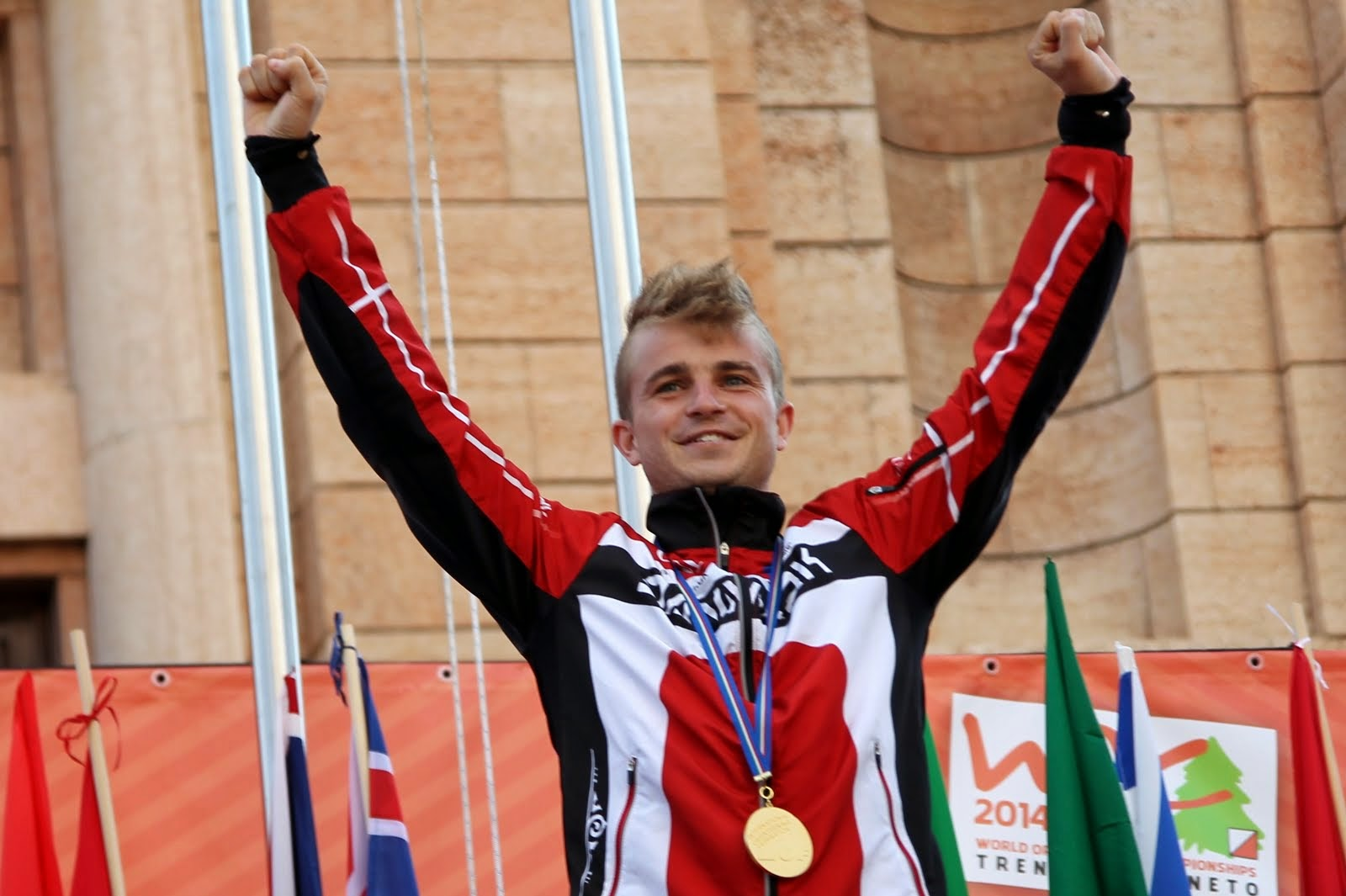

### Výsledky sprintu
| Muži                                                                                  | Muži                                                                                  | Muži                                                                                  | Muži                                                                                  | Muži                                                                                  | Ženy                                                                                   | Ženy                                                                                   | Ženy                                                                                   | Ženy                                                                                   | Ženy                                                                                   |
| ------------------------------------------------------------------------------------- | ------------------------------------------------------------------------------------- | ------------------------------------------------------------------------------------- | ------------------------------------------------------------------------------------- | ------------------------------------------------------------------------------------- | -------------------------------------------------------------------------------------- | -------------------------------------------------------------------------------------- | -------------------------------------------------------------------------------------- | -------------------------------------------------------------------------------------- | -------------------------------------------------------------------------------------- |
| - Traťové parametry: 4,4 km, 20 kontrol, ? m převýšení. - Mapa: Burano 1:15 000 E= 5m | - Traťové parametry: 4,4 km, 20 kontrol, ? m převýšení. - Mapa: Burano 1:15 000 E= 5m | - Traťové parametry: 4,4 km, 20 kontrol, ? m převýšení. - Mapa: Burano 1:15 000 E= 5m | - Traťové parametry: 4,4 km, 20 kontrol, ? m převýšení. - Mapa: Burano 1:15 000 E= 5m | - Traťové parametry: 4,4 km, 20 kontrol, ? m převýšení. - Mapa: Burano 1:15 000 E= 5m | - Traťové parametry: 4,05 km, 18 kontrol, ? m převýšení. - Mapa: Burano 1:15 000 E= 5m | - Traťové parametry: 4,05 km, 18 kontrol, ? m převýšení. - Mapa: Burano 1:15 000 E= 5m | - Traťové parametry: 4,05 km, 18 kontrol, ? m převýšení. - Mapa: Burano 1:15 000 E= 5m | - Traťové parametry: 4,05 km, 18 kontrol, ? m převýšení. - Mapa: Burano 1:15 000 E= 5m | - Traťové parametry: 4,05 km, 18 kontrol, ? m převýšení. - Mapa: Burano 1:15 000 E= 5m |
| Umístění                                                                              | Země                                                                                  | Jméno                                                                                 | Čas                                                                                   | Ztráta                                                                                | Umístění                                                                               | Země                                                                                   | Jméno                                                                                  | Čas                                                                                    | Ztráta                                                                                 |
|                                                                                       | Dánsko                                                                                | Søren Bobach                                                                          | 0:15:37                                                                               |                                                                                       |                                                                                        | Švýcarsko                                                                              | Judith Wyderová                                                                        | 0:15:32                                                                                |                                                                                        |
|                                                                                       | Švýcarsko                                                                             | Daniel Hubmann                                                                        | 0:15:39                                                                               | + 0:00:02                                                                             |                                                                                        | Švédsko                                                                                | Tove Alexanderssonová                                                                  | 0:15:44                                                                                | + 0:00:12                                                                              |
|                                                                                       | Dánsko                                                                                | Tue Lassen                                                                            | 0:15:41                                                                               | + 0:00:04                                                                             |                                                                                        | Dánsko                                                                                 | Maja Møller Almová                                                                     | 0:15:46                                                                                | + 0:00:14                                                                              |
| 4                                                                                     | Švédsko                                                                               | Jerker Lysell                                                                         | 0:15:48                                                                               | + 0:00:11                                                                             | 4                                                                                      | Ukrajina                                                                               | Nadija Volynská                                                                        | 0:15:47                                                                                | + 0:00:15                                                                              |
| 5                                                                                     | Švýcarsko                                                                             | Matthias Kyburz                                                                       | 0:15:52                                                                               | + 0:00:15                                                                             | 5                                                                                      | Švédsko                                                                                | Lena Eliassonová                                                                       | 0:15:59                                                                                | + 0:00:27                                                                              |
| 6                                                                                     | Švédsko                                                                               | Jonas Leandersson                                                                     | 0:15:58                                                                               | + 0:00:21                                                                             | 6                                                                                      | Švýcarsko                                                                              | Rahel Friederichová                                                                    | 0:16:07                                                                                | + 0:00:35                                                                              |
| Oficiální výsledky: muži a ženy                                                       |                                                                                       |                                                                                       |                                                                                       |                                                                                       |                                                                                        |                                                                                        |                                                                                        |                                                                                        |                                                                                        |

## Závod na krátké trati (Middle)

### Výsledky závodu na krátké trati (Middle)
| Muži                                                                                        | Muži                                                                                        | Muži                                                                                        | Muži                                                                                        | Muži                                                                                        | Ženy                                                                                        | Ženy                                                                                        | Ženy                                                                                        | Ženy                                                                                        | Ženy                                                                                        |
| ------------------------------------------------------------------------------------------- | ------------------------------------------------------------------------------------------- | ------------------------------------------------------------------------------------------- | ------------------------------------------------------------------------------------------- | ------------------------------------------------------------------------------------------- | ------------------------------------------------------------------------------------------- | ------------------------------------------------------------------------------------------- | ------------------------------------------------------------------------------------------- | ------------------------------------------------------------------------------------------- | ------------------------------------------------------------------------------------------- |
| - Traťové parametry: 5,86 km, 19 kontrol, 290 m převýšení. - Mapa: Campomulo 1:15 000 E= 5m | - Traťové parametry: 5,86 km, 19 kontrol, 290 m převýšení. - Mapa: Campomulo 1:15 000 E= 5m | - Traťové parametry: 5,86 km, 19 kontrol, 290 m převýšení. - Mapa: Campomulo 1:15 000 E= 5m | - Traťové parametry: 5,86 km, 19 kontrol, 290 m převýšení. - Mapa: Campomulo 1:15 000 E= 5m | - Traťové parametry: 5,86 km, 19 kontrol, 290 m převýšení. - Mapa: Campomulo 1:15 000 E= 5m | - Traťové parametry: 4,96 km, 16 kontrol, 230 m převýšení. - Mapa: Campomulo 1:15 000 E= 5m | - Traťové parametry: 4,96 km, 16 kontrol, 230 m převýšení. - Mapa: Campomulo 1:15 000 E= 5m | - Traťové parametry: 4,96 km, 16 kontrol, 230 m převýšení. - Mapa: Campomulo 1:15 000 E= 5m | - Traťové parametry: 4,96 km, 16 kontrol, 230 m převýšení. - Mapa: Campomulo 1:15 000 E= 5m | - Traťové parametry: 4,96 km, 16 kontrol, 230 m převýšení. - Mapa: Campomulo 1:15 000 E= 5m |
| Umístění                                                                                    | Země                                                                                        | Jméno                                                                                       | Čas                                                                                         | Ztráta                                                                                      | Umístění                                                                                    | Země                                                                                        | Jméno                                                                                       | Čas                                                                                         | Ztráta                                                                                      |
|                                                                                             | Norsko                                                                                      | Olav Lundanes                                                                               | 0:38:12                                                                                     |                                                                                             |                                                                                             | Švédsko                                                                                     | Annika Billstamová                                                                          | 0:37:03                                                                                     |                                                                                             |
|                                                                                             | Švýcarsko                                                                                   | Fabian Hertner                                                                              | 0:38:30                                                                                     | + 0:00:18                                                                                   |                                                                                             | Dánsko                                                                                      | Ida Bobachová                                                                               | 0:37:25                                                                                     | + 0:00:22                                                                                   |
|                                                                                             | Ukrajina                                                                                    | Oleksandr Kratov                                                                            | 0:38:46                                                                                     | + 0:00:34                                                                                   |                                                                                             | Švédsko                                                                                     | Tove Alexanderssonová                                                                       | 0:37:27                                                                                     | + 0:00:24                                                                                   |
| 4                                                                                           | Švýcarsko                                                                                   | Baptiste Rollier                                                                            | 0:39:45                                                                                     | + 0:01:33                                                                                   | 4                                                                                           | Švýcarsko                                                                                   | Sara Lüscherová                                                                             | 0:38:37                                                                                     | + 0:01:34                                                                                   |
| 5                                                                                           | Švýcarsko                                                                                   | Andreas Kyburz                                                                              | 0:40:05                                                                                     | + 0:01:53                                                                                   | 5                                                                                           | Norsko                                                                                      | Mari Fastingová                                                                             | 0:38:53                                                                                     | + 0:01:50                                                                                   |
| 6                                                                                           | Estonsko                                                                                    | Lauri Sild                                                                                  | 0:40:39                                                                                     | + 0:02:27                                                                                   | 6                                                                                           | Dánsko                                                                                      | Maja Møller Almová                                                                          | 0:39:00                                                                                     | + 0:01:57                                                                                   |
| Oficiální výsledky: muži a ženy                                                             |                                                                                             |                                                                                             |                                                                                             |                                                                                             |                                                                                             |                                                                                             |                                                                                             |                                                                                             |                                                                                             |

## Závod na klasické trati (Long)

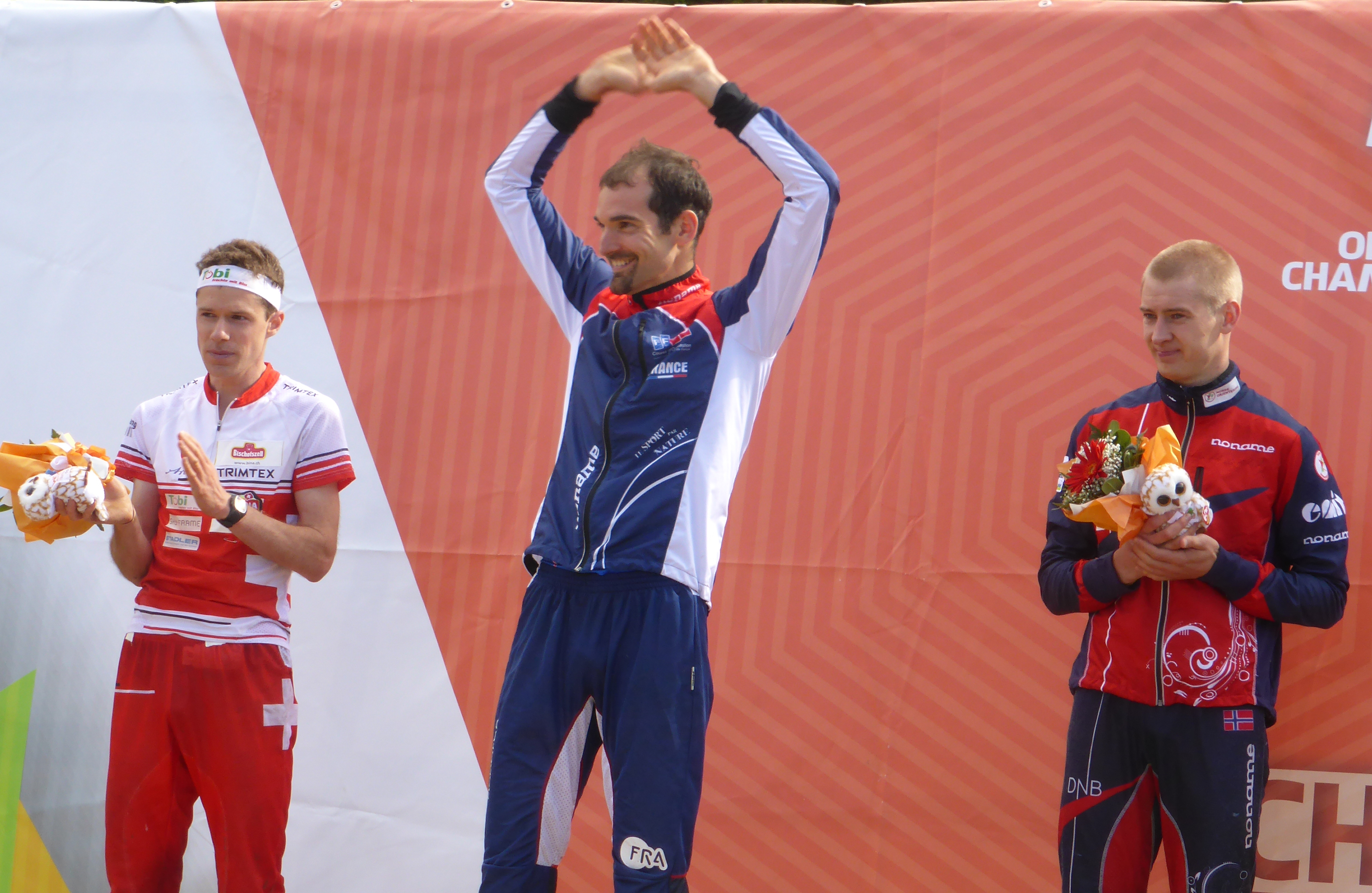
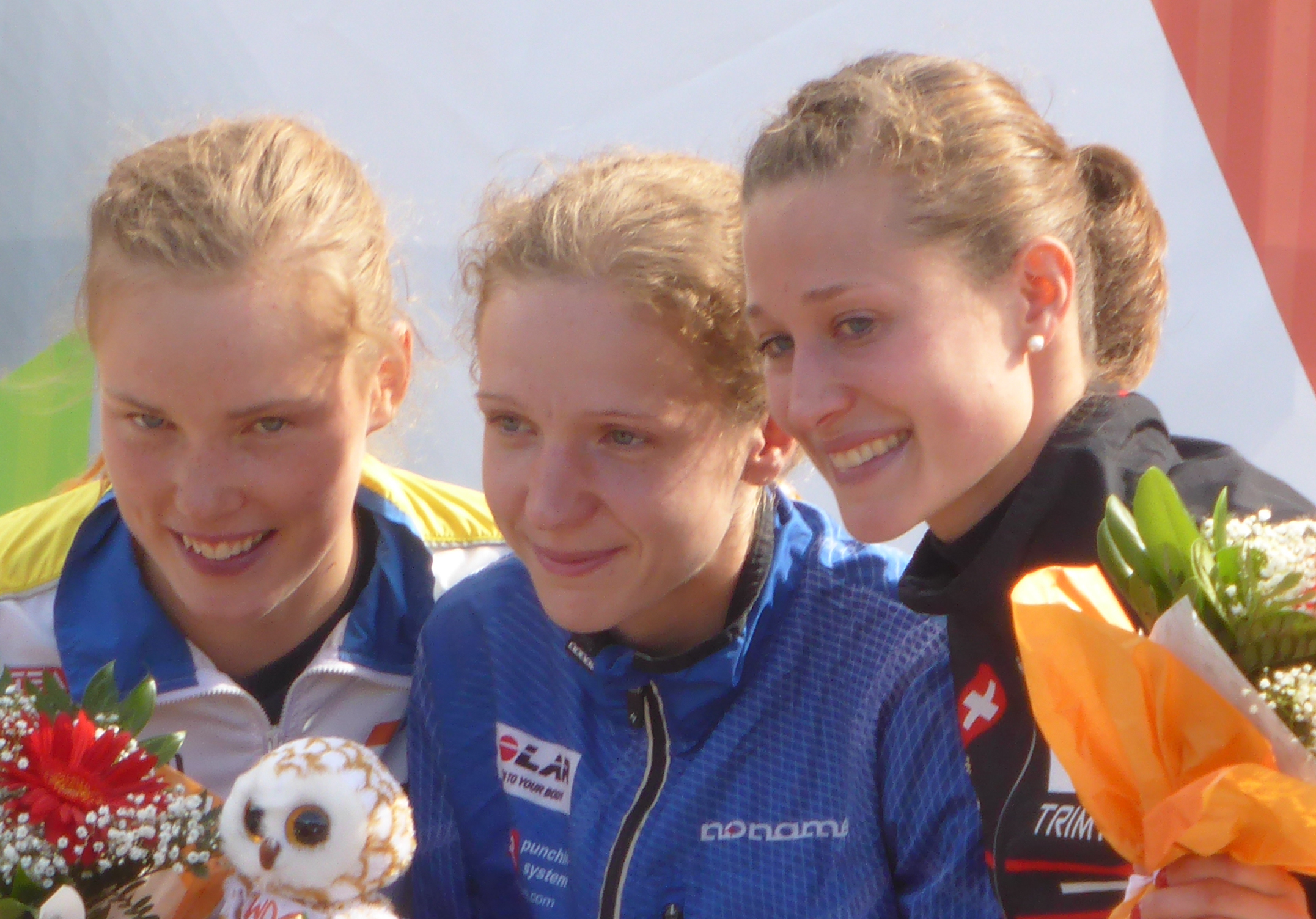

### Výsledky závodu na klasické trati (Long)
| Muži                                                                                        | Muži                                                                                        | Muži                                                                                        | Muži                                                                                        | Muži                                                                                        | Ženy                                                                                       | Ženy                                                                                       | Ženy                                                                                       | Ženy                                                                                       | Ženy                                                                                       |
| ------------------------------------------------------------------------------------------- | ------------------------------------------------------------------------------------------- | ------------------------------------------------------------------------------------------- | ------------------------------------------------------------------------------------------- | ------------------------------------------------------------------------------------------- | ------------------------------------------------------------------------------------------ | ------------------------------------------------------------------------------------------ | ------------------------------------------------------------------------------------------ | ------------------------------------------------------------------------------------------ | ------------------------------------------------------------------------------------------ |
| - Traťové parametry: 16,36 km, 33 kontrol, 820 m převýšení. - Mapa: Lavarone 1:15 000 E= 5m | - Traťové parametry: 16,36 km, 33 kontrol, 820 m převýšení. - Mapa: Lavarone 1:15 000 E= 5m | - Traťové parametry: 16,36 km, 33 kontrol, 820 m převýšení. - Mapa: Lavarone 1:15 000 E= 5m | - Traťové parametry: 16,36 km, 33 kontrol, 820 m převýšení. - Mapa: Lavarone 1:15 000 E= 5m | - Traťové parametry: 16,36 km, 33 kontrol, 820 m převýšení. - Mapa: Lavarone 1:15 000 E= 5m | - Traťové parametry: 11,0 km, 23 kontrol, 495 m převýšení. - Mapa: Lavarone 1:15 000 E= 5m | - Traťové parametry: 11,0 km, 23 kontrol, 495 m převýšení. - Mapa: Lavarone 1:15 000 E= 5m | - Traťové parametry: 11,0 km, 23 kontrol, 495 m převýšení. - Mapa: Lavarone 1:15 000 E= 5m | - Traťové parametry: 11,0 km, 23 kontrol, 495 m převýšení. - Mapa: Lavarone 1:15 000 E= 5m | - Traťové parametry: 11,0 km, 23 kontrol, 495 m převýšení. - Mapa: Lavarone 1:15 000 E= 5m |
| Umístění                                                                                    | Země                                                                                        | Jméno                                                                                       | Čas                                                                                         | Ztráta                                                                                      | Umístění                                                                                   | Země                                                                                       | Jméno                                                                                      | Čas                                                                                        | Ztráta                                                                                     |
|                                                                                             | Francie                                                                                     | Thierry Gueorgiou                                                                           | 1:34:45                                                                                     |                                                                                             |                                                                                            | Rusko                                                                                      | Světlana Mironovová                                                                        | 1:19:44                                                                                    |                                                                                            |
|                                                                                             | Švýcarsko                                                                                   | Daniel Hubmann                                                                              | 1:36:12                                                                                     | + 0:01:27                                                                                   |                                                                                            | Švédsko                                                                                    | Tove Alexanderssonová                                                                      | 1:20:15                                                                                    | + 0:00:31                                                                                  |
|                                                                                             | Norsko                                                                                      | Olav Lundanes                                                                               | 1:37:09                                                                                     | + 0:02:24                                                                                   |                                                                                            | Švýcarsko                                                                                  | Judith Wyderová                                                                            | 1:20:34                                                                                    | + 0:00:50                                                                                  |
| 4                                                                                           | Švýcarsko                                                                                   | Fabian Hertner                                                                              | 1:38:39                                                                                     | + 0:03:54                                                                                   | 4                                                                                          | Norsko                                                                                     | Mari Fastingová                                                                            | 1:22:06                                                                                    | + 0:02:22                                                                                  |
| 5                                                                                           | Švýcarsko                                                                                   | Matthias Kyburz                                                                             | 1:40:12                                                                                     | + 0:05:27                                                                                   | 5                                                                                          | Norsko                                                                                     | Gøril Rønning Sundová                                                                      | 1:22:38                                                                                    | + 0:02:54                                                                                  |
| 6                                                                                           | Švédsko                                                                                     | Fredrik Johansson                                                                           | 1:40:16                                                                                     | + 0:05:31                                                                                   | 6                                                                                          | Švédsko                                                                                    | Annika Billstamová                                                                         | 1:22:40                                                                                    | + 0:02:56                                                                                  |
| Oficiální výsledky: muži a ženy                                                             |                                                                                             |                                                                                             |                                                                                             |                                                                                             |                                                                                            |                                                                                            |                                                                                            |                                                                                            |                                                                                            |

## Štafetový závod

### Výsledky štafetového závodu
| Muži                                                                                                 | Muži                                                                                                 | Muži                                                                                                 | Muži                                                                                                 | Muži                                                                                                 | Ženy                                                                                        | Ženy                                                                                        | Ženy                                                                                        | Ženy                                                                                        | Ženy                                                                                        |
| --- | --- | --- | --- | --- | ------------------------------------------------------------------------------------------- | ------------------------------------------------------------------------------------------- | ------------------------------------------------------------------------------------------- | ------------------------------------------------------------------------------------------- | ------------------------------------------------------------------------------------------- |
| - Traťové parametry: 6,1–6,9 km, 17–19 kontrol, 275–315 m převýšení - Mapa: Campomulo 1:10 000 E= 5m | - Traťové parametry: 6,1–6,9 km, 17–19 kontrol, 275–315 m převýšení - Mapa: Campomulo 1:10 000 E= 5m | - Traťové parametry: 6,1–6,9 km, 17–19 kontrol, 275–315 m převýšení - Mapa: Campomulo 1:10 000 E= 5m | - Traťové parametry: 6,1–6,9 km, 17–19 kontrol, 275–315 m převýšení - Mapa: Campomulo 1:10 000 E= 5m | - Traťové parametry: 6,1–6,9 km, 17–19 kontrol, 275–315 m převýšení - Mapa: Campomulo 1:10 000 E= 5m | - Parametry: 4,6–5,1 km, 14 kontrol, 245 - 265 m převýšení - Mapa: Campomulo 1:10 000 E= 5m | - Parametry: 4,6–5,1 km, 14 kontrol, 245 - 265 m převýšení - Mapa: Campomulo 1:10 000 E= 5m | - Parametry: 4,6–5,1 km, 14 kontrol, 245 - 265 m převýšení - Mapa: Campomulo 1:10 000 E= 5m | - Parametry: 4,6–5,1 km, 14 kontrol, 245 - 265 m převýšení - Mapa: Campomulo 1:10 000 E= 5m | - Parametry: 4,6–5,1 km, 14 kontrol, 245 - 265 m převýšení - Mapa: Campomulo 1:10 000 E= 5m |
| Umístění                                                                                             | Země                                                                                                 | Jméno                                                                                                | Čas                                                                                                  | Ztráta                                                                                               | Umístění                                                                                    | Země                                                                                        | Jméno                                                                                       | Čas                                                                                         | Ztráta                                                                                      |
| | Švédsko                                                                                              | Jonas Leandersson Fredrik Johansson Gustav Bergman                                                   | 1:56:49                                                                                              | |                                                                                             | Švýcarsko                                                                                   | Sara Lüscherová Sabine Hauswirthová Judith Wyderová                                         | 1:51:21                                                                                     |                                                                                             |
| | Švýcarsko                                                                                            | Fabian Hertner Daniel Hubmann Matthias Kyburz                                                        | 1:57:58                                                                                              | + 0:01:09                                                                                            |                                                                                             | Dánsko                                                                                      | Emma Klingenbergová Ida Bobachová Maja Møller Almová                                        | 1:51:32                                                                                     | + 0:00:11                                                                                   |
| | Francie                                                                                              | Frédéric Tranchand François Gonon Thierry Gueorgiou                                                  | 1:58:03                                                                                              | + 0:01:14                                                                                            |                                                                                             | Švédsko                                                                                     | Helena Janssonová Annika Billstamová Tove Alexanderssonová                                  | 1:53:56                                                                                     | + 0:02:35                                                                                   |
| 4 | Norsko                                                                                               | Øystein Kvaal Østerbø Carl Godager Kaas Olav Lundanes                                                | 2:03:48                                                                                              | + 0:06:59                                                                                            | 4                                                                                           | Norsko                                                                                      | Heidi Bagstevoldová Tone Wigemyrová Mari Fastingová                                         | 1:55:45                                                                                     | + 0:04:24                                                                                   |
| 5 | Finsko                                                                                               | Mikko Sirén Pasi Ikonen Mårten Boström                                                               | 2:03:49                                                                                              | + 0:07:00                                                                                            | 5                                                                                           | Finsko                                                                                      | Sofia Haajanenová Saila Kinniová Minna Kauppiová                                            | 1:59:03                                                                                     | + 0:07:42                                                                                   |
| 6 | Česko                                                                                                | Jan Petržela Jan Šedivý Jan Procházka                                                                | 2:04:53                                                                                              | + 0:08:04                                                                                            | 6                                                                                           | Spojené království                                                                          | Tessa Hillová Claire Wardová Catherine Taylorová                                            | 2:06:31                                                                                     | + 0:15:10                                                                                   |
| Oficiální výsledky: muži a ženy                                                                      | | | | |                                                                                             |                                                                                             |                                                                                             |                                                                                             |                                                                                             |

## Výsledky mix štafetového závodu
| - Traťové parametry: 3,9 km + 4,5 km + 4,5 km + 3,9 km - mapa: Trento 1 : 4000 E 2,5 m |                    |                                                                         |         |           |
| Umístění                                                                               | Země               | Jméno                                                                   | Čas     | Ztráta    |
|                                                                                        | Švýcarsko          | Rahel Friederichová Martin Hubmann Matthias Kyburz Judith Wyderová      | 0:59:04 |           |
|                                                                                        | Dánsko             | Emma Klingenbergová Tue Lassen Søren Bobach Maja Møller Almová          | 0:59:07 | + 0:00:03 |
|                                                                                        | Rusko              | Anastasija Tichonovová Gleb Tichonov Andrej Hramov Galina Vinogradovová | 0:59:15 | + 0:00:11 |
| 4                                                                                      | Švédsko            | Helena Janssonová Jerker Lysell Jonas Leandersson Lena Eliassonová      | 0:59:25 | + 0:00:21 |
| 5                                                                                      | Ukrajina           | Olha Pantšenková Pavlo Uškvarok Ruslan Glibov Nadija Volynská           | 1:00:16 | + 0:01:12 |
| 6                                                                                      | Spojené království | Tessa Hillová Murray Strain Kristian Jones Catherine Taylorová          | 1:00:24 | + 0:01:20 |
| Oficiální výsledky: Mix race Archivováno 11. 8. 2015 na Wayback Machine.               |                    |                                                                         |         |           |

## Česká seniorská reprezentace na MS
Nominační závody české reprezentace se konaly 29. května – 2. června 2014 na závodech (WRE Itálie Barricata, WRE Itálie Asiago).
Nominovaní byli:
Ženy: ♦ Vendula Horčičková (nar. 1993, SK UP Olomouc) S ♦ Iveta Duchová (1986, Lokomotiva Pardubice) S, Mix, M, R ♦ Eva Juřeníková (1978, Halden SK) L, M, R ♦ Martina Zvěřinová (1983, Lokomotiva Pardubice) Mix, L, R ♦ Michaela Omová (1981, TJ Turnov) L
Muži: ♦ Miloš Nykodým (1990, Žabovřesky Brno) S, M ♦ Vojtěch Král (1988, Severka Šumperk) S, Mix, M, R ♦ Štěpán Kodeda (1988, SC Jičín) L ♦ Jan Procházka (1984, Praga Praha) S, M, Mix, R ♦ Jan Petržela (1992, OK99 Hradec Králové) L, R ♦ Jan Šedivý (1984, Praga Praha) L, R 
| Muži                       | Muži                       | Muži                       | Muži                       | Muži                       | Muži                       | Ženy                        | Ženy                        | Ženy                        | Ženy                        | Ženy                        | Ženy                        |
| -------------------------- | -------------------------- | -------------------------- | -------------------------- | -------------------------- | -------------------------- | --------------------------- | --------------------------- | --------------------------- | --------------------------- | --------------------------- | --------------------------- |
| - Umístění českých seniorů | - Umístění českých seniorů | - Umístění českých seniorů | - Umístění českých seniorů | - Umístění českých seniorů | - Umístění českých seniorů | - Umístění českých seniorek | - Umístění českých seniorek | - Umístění českých seniorek | - Umístění českých seniorek | - Umístění českých seniorek | - Umístění českých seniorek |
| Jméno                      | Sprint                     | Middle                     | Long                       | Štafety                    | Mix štafety                | Jméno                       | Sprint                      | Middle                      | Long                        | Štafety                     | Mix štafety                 |
| Miloš Nykodým              | 33. místo                  | 12. místo                  | x                          | x                          | x                          | Eva Šístková                | 20. místo                   | 18. místo                   | x                           | 9. místo                    | 7. místo                    |
| Vojtěch Král               | 17. místo                  | 35. místo                  | x                          | x                          | 7. místo                   | Vendula Horčičková          | 39. místo                   | x                           | x                           | x                           | x                           |
| Štěpán Kodeda              | x                          | x                          | 33. místo                  | x                          | x                          | Eva Juřeníková              | x                           | 27. místo                   | 21. místo                   | 9. místo                    | x                           |
| Jan Procházka              | 8. místo                   | 10. místo                  | x                          | 6. místo                   | 7. místo                   | Jana Knapová                | 41. místo                   | 36. místo                   | x                           | x                           | x                           |
| Jan Petržela               | x                          | x                          | 22. místo                  | 6. místo                   | x                          | Martina Zvěřinová           | x                           | x                           | 23. místo                   | 9. místo                    | 7. místo                    |
| Jan Šedivý                 | x                          | x                          | 17. místo                  | 6. místo                   | x                          | Michaela Omová              | x                           | x                           | 20. místo                   | x                           | x                           |

## Medailová klasifikace podle zemí
Úplná medailová tabulka:
| Medailová klasifikace podle zemí | Medailová klasifikace podle zemí | Medailová klasifikace podle zemí | Medailová klasifikace podle zemí | Medailová klasifikace podle zemí | Medailová klasifikace podle zemí |
| Umístění                         | Země                             | Zlato                            | Stříbro                          | Bronz                            | Součet                           |
| -------------------------------- | -------------------------------- | -------------------------------- | -------------------------------- | -------------------------------- | -------------------------------- |
|                                  | Švýcarsko                        | 3                                | 4                                | 1                                | 8                                |
|                                  | Švédsko                          | 2                                | 2                                | 2                                | 6                                |
|                                  | Dánsko                           | 1                                | 3                                | 2                                | 6                                |
| 4.                               | Francie                          | 1                                | -                                | 1                                | 1                                |
| 4.                               | Norsko                           | 1                                | -                                | 1                                | 2                                |
| 4.                               | Rusko                            | 1                                | -                                | 1                                | 2                                |
| 7.                               | Ukrajina                         | -                                | -                                | 1                                | 1                                |